# Intel Broadwell-E
Intel Broadwell-E ist die „Extreme“-Version der Broadwell-Mikroarchitektur von Intel. Die Architektur basiert auf einem 14-nm-Verfahren und ist mit dem X99 Chipsatz und dem Sockel LGA 2011-3 kompatibel. Die neuen Prozessoren wurden im zweiten Quartal 2016 veröffentlicht. Sie verfügen über bis zu 10 Kerne und 20 Threads. Des Weiteren sind die Prozessoren mit bis zu 25 MB L3-Cache und 40 PCI Express Lanes ausgestattet.